# Nikon D300
La Nikon D300 és una càmera fotogràfica DSLR produïda per Nikon i orientada a l'usuari professional, llançada a l'agost de 2007.
Porta un sensor CMOS APS-C (23,6 x 15,8 mm) de 12,3 megapíxels, incorpora un sensor DX de Nikon, mentre que la Nikon D3l (el seu equivalent de gamma alta) incorpora el format FX, el format complet ("full frame", de la mateixa mida que un fotograma de pel·lícula de 35mm) de Nikon.
Aquest model va substituir a la Nikon D200. El 2009 va ser substituïda per la D300S.

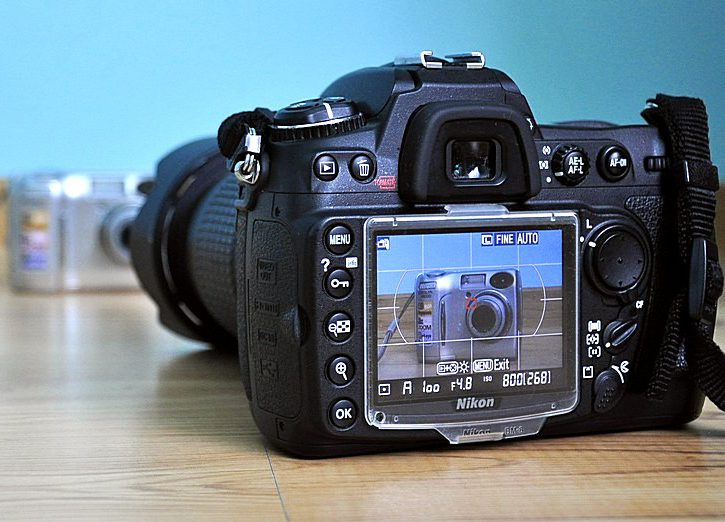
Live view Nikon D300

## Característiques
Les seves característiques més destacades són:
- Sensor d'imatge CMOS de 12,3 megapíxels
- Disparo continu de 6 fotogrames per segon
- Sensibilitat ISO 100-3.200 (ampliable fins a 6.400)
- Pantalla LCD de 3" amb una resolució de 922.000 píxels
- 51 punts d'autofocus, 15 d'ells en creu
- Cos de magnesi (825 grams)
- Emmagatzematge en targetes CF I i II, Microdrive.
- Batería EN-EL3e

## Diferències respecte a la D200
- Resolució del sensor d'imatge: 12,3 megapíxels, en lloc de 10,2 megapíxels.[5]
- Més ISO màxima: 6.400 ISO, en lloc de 3.200 de màxima
- Enfocament automàtic: Utilitza 51 punts AF, dels quals 15 són en creu, mentre que l'anterior utilitza 11 punts.
- Ràfega: 6 fps en lloc de 5fps
- Pantalla LCD: 3" amb 922.000 píxels, en lloc de 2,5" amb 230.000 píxels